# Indischer Hanf
Der Indische Hanf (Cannabis indica) ist eine Pflanzenart der Gattung Hanf (Cannabis) aus der Familie der Hanfgewächse (Cannabaceae). Ob der Indische Hanf eine eigene Art oder eine Unterart von Cannabis sativa ist, ist umstritten, da Wild- und Kulturformen des Hanfs morphologisch variabel sind, was zu andauernder Uneinigkeit über die taxonomische Organisation der Gattung geführt hat.

## Vorkommen
Als ursprüngliche Heimat aller Cannabis-Sippen gelten die Steppen und Bergländer Zentralasiens. Bei den heute dort wild wachsenden Pflanzen ist es allerdings kaum möglich, zu entscheiden, ob es sich um echte Wildpflanzen oder um rückverwilderte, ehemalige Kulturpflanzen handelt; diese können unter Umständen auch noch miteinander hybridisiert sein. Spontane Formen unterscheiden sich von den Kulturpflanzen vor allem durch die Ausbildung eines besonderen Trenngewebes an der Basis der reifen Früchte, wodurch die Früchte nicht auf der Pflanze verbleiben, sondern bei Reife nach und nach verstreut werden. In der Regel keimen sie bei Aussaat nicht gleichmäßig, sondern teilweise verzögert, und bauen so im Boden eine permanente Samenbank auf. Nikolai Wawilow und seine Arbeitsgruppe sowjetischer Botaniker hat die Wildvorkommen in jahrzehntelanger Arbeit untersucht. Seinen Ergebnissen zufolge ist es wahrscheinlich, dass die Domestizierung von Hanf mehrfach unabhängig voneinander, in unterschiedlichen Regionen und aus bereits unterschiedlichen Wildpflanzen erfolgte, dies wurde in späteren Untersuchungen bestätigt. Dieser Hypothese zufolge entstammt Cannabis sativa s.str. (im engeren Sinne) der Region nördlich der großen Gebirgsscheide aus Hindukusch, Pamir und Himalaya (einschließlich des tibetanischen Hochplateaus) und verbreitete sich von hier nach Westen. Die Urheimat von Cannabis indica läge hingegen südlich dieser Gebirge, wobei kultivierte Sippen vor allem nach Süden hin verbreitet wurden. Möglicherweise geht die Aufspaltung dieser Sippen aus einer ehemaligen, einheitlichen Stammart auf die weite Trennung des Areals im Eiszeitalter zurück, in dem Populationen nach Norden und Süden abgedrängt worden sein könnten. Während Wawilow von zwei Zentren der Domestikation: westlich des Himalaya (Indien) und östlich des Himalaya (Turkestan/China), ausging, führen andere Forscher die Mannigfaltigkeit der Formen in diesen Regionen bereits auf frühe kultivierte Pflanzen zurück und nehmen nur ein südliches Zentrum an.

## Beschreibung
Ob die Gattung Cannabis nur eine einzige Art umfasst (also monotypisch ist) oder ob zwei, oder auch drei, Arten innerhalb der Gattung anerkannt werden, ist zwischen verschiedenen Bearbeitern bis heute umstritten, zumal die entsprechenden Sippen fruchtbar miteinander kreuzbar sind. Auch über die Abgrenzung der verschiedenen morphologisch unterscheidbaren Sippen gibt es unterschiedliche Auffassungen. Dabei spielen nicht nur wissenschaftliche Erwägungen eine Rolle: In Kanada plädierte ein Erzeuger für Drogenzwecke (erfolglos) auf Freispruch, weil er nicht Cannabis „sativa“ angebaut habe, wie im Gesetz ausdrücklich verboten.
Im Sprachgebrauch der Züchter und Anbauer werden unter dem Namen indica breitblättrige, dicht verzweigte Pflanzen mit einem hohen THC-Gehalt verstanden, die vorrangig zur Haschisch- und Marihuana-Erzeugung kultiviert werden. Dies deckt sich aber nicht in allen Fällen mit der botanischen Beschreibung. Die botanische Cannabis indica wird sowohl zur Drogenproduktion wie auch als Ölpflanze und als Faserpflanze angebaut und umfasst verschiedene Ökotypen, die von manchen Autoren als Unterarten aufgefasst werden.
Als Unterscheidungsmerkmale von Cannabis indica zu Cannabis sativa s.str. werden angegeben: Pflanze kleinwüchsiger, bis etwa 120 Zentimeter hoch, von mehr oder weniger konischer Wuchsform, dicht verzweigt, Achänen dunkel, durch erhalten bleibende Hülle (Perianth) außen hell gefleckt, durch ein besonderes Trenngewebe bei Reife von der Pflanze abfallend. Der amerikanische Forscher Karl William Hillig, der Hunderte Pflanzen aus verschiedenen Regionen als Herbarbelege überprüfte und einige in Gewächshaus-Experimenten unter kontrollierten Bedingungen anbaute, um Umweltmodifikationen ausschließen zu können, gibt als Merkmale an: Pflanze langsamer wachsend und reifend, bei den Blättern der mittleren Knoten (also in der Stängelmitte) tendenziell etwas weniger Teilblättchen pro Blatt, Blättchen breiter, Basis der Stämme oft durch abschälende Rinde rötlichbraun verfärbt.
Cannabis indica zugeordnete Pflanzen unterscheiden sich je nach Herkunft und Nutzung zum Teil merklich, diese Formen werden teilweise nur als Varietäten oder Sorten, teils als Unterarten aufgefasst. Es werden unterschieden:
- Cannabis indica subsp. chinensis. zur Faser- und Ölproduktion genutzt, mit breiten Blättchen. Angebaut in China, Korea, Japan und anderen Teilen Südostasiens.
- Cannabis indica subsp. indica. zur Drogenproduktion genutzt (auch verwildert), mit schmalen Blättchen. Früher in Süd- und Südostasien, heute weltweit kultiviert.
- Cannabis indica subsp. kafiristanica. wild oder verwildert, gelegentlich auch genutzt. Wird von Wawilow und Hill als wilde Stammform der Art angesehen, möglicherweise aber nur Abkömmling verwilderter Kulturpflanzen. Wächst am Westrand des Himalaya, von Kaschmir bis Myanmar.
- Cannabis indica subsp. afghanica. zur Produktion von Haschisch genutzt, mit breiten Blättchen. Angebaut in Afghanistan und Pakistan.

Bei genetischen Analysen, bei denen Allozyme von 11 pflanzlichen Enzymen verglichen wurden, konnten für diese 65 Allele unterschieden werden. Bei Abgleich der Allelfrequenz gegenüber Zuchtlinien und Herkunft ergaben sich zwei Cluster, die den beiden Arten sativa und indica nach den morphologischen Ansprachen recht gut entsprachen; dies unterstützt das Konzept von zwei getrennten Arten.

## Biologie und Ökologie
Wie alle Hanfarten und Hanfsorten ist Indischer Hanf eine einjährige, krautige Pflanze. Sie ist zweihäusig, das bedeutet, männliche und weibliche Blüten sitzen auf verschiedenen Pflanzen (es gibt seltene Aberrationen, die einhäusig sind), die Bestäubung erfolgt durch den Wind (Anemogamie). Die Samen keimen ohne menschliches Zutun im Frühjahr (ansonsten jederzeit). Die Pflanze wächst zunächst vegetativ, sie kann unter günstigen Bedingungen bis zu etwa 10 Zentimeter Zuwachs am Tag erreichen. Blüten werden erst gebildet, wenn die Tageslänge im Spätsommer 12 bis 14 Stunden unterschreitet. Obwohl die Art volle Belichtung bevorzugt, vermag sie auch im Halbschatten zu gedeihen. Cannabis indica bevorzugt offene, unbewachsene, gut dränierte und aufgelockerte, sandige bis lehmige Böden, sie verträgt keine Staunässe. Wildpflanzen und verwilderte Pflanzen wachsen unter ähnlichen Bedingungen wie Kulturpflanzen in der Ruderalvegetation. Die Art bevorzugt Bereiche mit höchstens moderater Luftfeuchte, in den dauerhumiden Tropen kann sie zwar angebaut werden, verwildert hier aber niemals.

## Droge und Inhaltsstoffe
Berauschende Cannabis-Produkte wie Marihuana, Haschisch und seltener Haschöl werden von den ausgereiften, getrockneten weiblichen Blütenständen der Hanfpflanze gewonnen. Die meisten Sippen (als verschiedene Arten, Zuchtlinien, Kultivare oder Sorten aufgefasst), die zur Fasergewinnung angebaut werden, gehören zu Cannabis sativa s. str. und besitzen sehr geringe oder keine berauschende Wirkung. Nutzer von Hanf als Rauschmittel unterscheiden bei den kultivierten Pflanzen oft „sativa“- und „indica“-Varietäten. 
Die der Gattung Cannabis eigenen Wirkstoffe aus der Klasse der Cannabinoide werden in Drüsenhaaren gespeichert, die auf allen Teilen der weiblichen Pflanzen vorkommen, aber im Bereich der Blütenstände konzentriert sind. Es werden etwa 60 unterschiedliche Cannabinoide unterschieden, von denen einige vermutlich aber nur Abbauprodukte oder bei der Analyse erzeugte Artefakte sind. Die verschiedenen Cannabis-Sippen unterscheiden sich merklich in ihrem Cannabinoid-Profil. Auf der Pflanze liegen die Cannabinoide in einer sauren (carboxylierten) Form vor, die erst durch Erhitzen in die psychoaktive, decarboxylierte Form überführt werden; Frischmaterial besitzt daher keine berauschende Wirkung. Ausgangspunkt der pflanzlichen Synthese fast aller Cannabinoide ist das selbst nicht psychoaktive Cannabigerol. Durch Synthesewege, die sich von Sorte zu Sorte unterscheiden, werden daraus unterschiedliche Cannabinoide synthetisiert. Unter diesen sind vor allem Cannabidiol (abgekürzt: CBD), Cannabichromen und Tetrahydrocannabinol (abgekürzt: THC) bedeutsam. Weitere quantitativ wichtige Cannabinoide sind Propyl-Phytocannabinoide, d. h. Cannabinoide die eine Propylgruppe enthalten. Diese werden mit dem Suffix -varin versehen, vor allem Cannabigerovarin und von ihm abgeleitete Verbindungen. Entscheidend für die gewünschte berauschende Wirkung ist der THC-Gehalt, aber auch das Tetrahydrocannabivarin (THCV) ist ähnlich psychoaktiv. Neben den absoluten Gehalten werden auch relative Gehalte, vor allem das Verhältnis THC zu CBD, zur Charakterisierung der Pflanzen herangezogen. 
Die vorhandenen Daten legen ein Modell nahe, bei dem sich die Pflanzen mit hohem THC-Gehalt von denjenigen mit sehr niedrigen Gehalten vor allem in einem bestimmten Enzym unterscheiden, das in zwei Varianten (Isoformen) vorkommt. Die so unterschiedenen Pflanzen unterscheiden sich in einer Genvariante (fachsprachlich Allel genannt) dieses Enzyms. Dabei zeigte sich, dass alle Pflanzen, die hohe THC-Gehalte und das damit verbundene Allel des Enzyms besitzen, zu Pflanzen gehören, die Cannabis indica zugeordnet werden konnten. Dies gilt auch für Sorten, vor allem aus China stammenden, die zur Faser- oder Ölproduktion genutzt werden. Diese unterscheiden sich vor allem in den absoluten THC-Gehalten.
Daneben enthält Cannabis 113 weitere, zum Teil schwach psychoaktive Cannabinoide, sowie Harze, Flavonoide und ätherische Öle.

## Verwendung
Cannabis diente im Laufe der Geschichte der Menschheit als Nahrungsmittel, das Quelle für Ballaststoffe und Fette ist und wurde auch wegen seiner heilenden bzw. schmerzlindernden und berauschenden Eigenschaften angebaut. Als Anästhetikum wurde Cannabis indica bereits bei Sushruta genannt. Selektive Züchtung hat für die verschiedenen Verwendungszwecke optimierte Cannabispflanzen hervorgebracht, sowohl Varietäten mit hohem Wirkstoffgehalt als auch Sorten speziell für die Faser- und Samenproduktion.

### In der Medizin
Durch den höheren Cannabidiol-Gehalt (CBD) von Cannabis indica wird es bevorzugt bei Erkrankungen eingesetzt, bei denen die entzündungshemmende, krampflösende Wirkung dieses Wirkstoffes erwünscht ist.
Einreibungen aus Hanfextrakt von Indischem Hanf wirken gemäß Weiss lindernd bei starken Schmerzen durch verletzte Muskelteile und Sehnen.
Als Narkotikum war Cannabis indica bereits den Verfassern des ägyptischen Papyrus Ebers um 1550 v. Chr. bekannt.

### Als Rauschmittel
Cannabis indica hat eine stärkere sedative Wirkung als Cannabis sativa, das eine mehr psychedelische und anregende Wirkung hat.
Neben der Wildform wurden diverse Zuchtformen entwickelt. Heute werden auf der gesamten Welt Indica-Sorten gezüchtet, das Zentrum sind die Niederlande sowie Kanada und die USA. Bei der gewerbsmäßigen Produktion werden Pflanzen bevorzugt, die stark THC-haltiges Harz enthalten und oft weibliche Nachfolger hervorbringen.